# Дебо
Дебо (фр. Débo) — озеро в центральной части Мали. Образовывается в результате сезонных наводнений на реке Нигер.
Расположено примерно в 95 км к северу от города Мопти и в 200 км к юго-западу от города Томбукту. Это самое крупное из озёр, которые образуются в результате наводнений на реке Нигер, и самое крупное озеро в Мали. Площадь в среднем составляет 160 км². Наибольшей площади Дебо достигает во время дождливого сезона, с марта по сентябрь.
Во время сезонных наводнений Дебо используется для отлова рыбы при помощи траловой сети. В период сухого сезона многие этнические племена пригоняют к озеру на водопой стада животных.
Дебо является важным местом остановки для мигрирующих птиц. Рамсарская конвенция ЮНЕСКО по вопросам водно-болотных угодий классифицировала озеро как водно-болотное угодье международного значения.
Соседствует с озером Валадо-Дебо.